# Narmala Shewcharan
Narmala Shewcharan là một tiểu thuyết gia và nhà nhân chủng học người Guyan sống ở Anh. Cô có bằng Thạc sĩ và Tiến sĩ tại Đại học Brunel.
Cô cũng được đào tạo như một nhà báo tại Đại học Guyana. Cô đã được trao tặng một học bổng bằng văn bản của Quỹ Ragdale ở Chicago và bắt đầu công việc trong thời gian cư trú này trong cuốn tiểu thuyết của mình, Tomorrow is Another Day.
Tomorrow is Another Day được xuất bản năm 1994 và lọt vào danh sách năm đó cho Giải thưởng Guyana cho Văn học. Cuốn sách hư cấu một số cuộc gặp gỡ và nhận thức của bà trong thời kỳ hỗn loạn những năm 1980 của chế độ độc tài Burnham, tập trung vào sự vướng mắc của người dân trong chính trị của thời đại và những nỗ lực của họ để khẳng định cơ quan của họ.
Cô đã viết hai cuốn tiểu thuyết khác. Cô cũng đã viết một số vở kịch, bao gồm Janhjat: Bola Ram và Câu chuyện dài, được chuyển thể cho truyền hình và được chiếu trên Kênh MBC 93 trong Guyana, On the Wings of a Woodant và Going Berbice.
Cô bắt đầu viết thơ và truyện ngắn từ khi còn nhỏ và được trao giải Guyfesta cho thơ của mình. Những bài thơ và truyện ngắn của cô đã được xuất bản rộng rãi trong Biên niên ký Guyana vào những năm 1980.